# Bobby Kinloch
Robert "Bobby" Kinloch (Glasgow, 1935-Edimburgo, 27 de agosto de 2014) fue un futbolista británico que jugaba en la demarcación de extremo.

## Biografía
Debutó como futbolista en 1959 con el Hibernian FC tras haber servido a la Royal Air Force. Su mejor posición en liga fue un séptimo puesto conseguido en la temporada de su debut. Durante su tiempo en el club marcó el gol del empate en un partido europeo contra el FC Barcelona. Posteriormente jugó para el Greenock Morton FC y para el Berwick Rangers FC antes de emigrar a Canadá para jugar en el Toronto City y en el Hamilton Steelers. A su vuelta a Escocia jugó en el Raith Rovers FC y finalmente en el Dunfermline AFC, donde acabó su carrera deportiva en 1968.
Falleció el 27 de agosto de 2014 en Edimburgo a los 79 años de edad.

## Clubes
| Club               | País    | Año         | Partidos | Goles |
| ------------------ | ------- | ----------- | -------- | ----- |
| Hibernian FC       | Escocia | 1959 - 1962 | 17       | 12    |
| Greenock Morton FC | Escocia | 1962 - 1963 | 13       | 2     |
| Berwick Rangers FC | Escocia | 1963 - 1964 | 16       | 1     |
| Toronto City       | Canadá  | 1964 - 1966 | ¿?       | ¿?    |
| Hamilton Steelers  | Canadá  | 1966 - 1967 | ¿?       | ¿?    |
| Raith Rovers FC    | Escocia | 1967 - 1968 | 12       | 0     |
| Dunfermline AFC    | Escocia | 1968        | 3        | 0     |